# 翔太 (プロレスラー)
翔太（しょうた、1988年8月10日 - ）は、日本の男性プロレスラー。本名：鈴木 翔太（すずき しょうた）。血液型B型。東京都三鷹市出身。フリー。

## 経歴
- 国士舘大学在学中にUWF関東学生プロレス連盟でセック鈴木として学生プロレスを始める[1][2]。
- 2008年4月19日、STYLE-E西調布格闘技アリーナ大会の対橋本友彦戦でデビュー。
- 2012年12月17日、田村和宏と共にSTYLE-E退団してプロレスリングHEAT-UPを設立[3]。
- 2013年11月30日、HEAT-UPを退団[4]。
- 2014年8月13日、ガッツワールドプロレスリングに入団。
- 2018年4月15日、ガッツワールドが解散[5][6]。
- 5月3日、ガンバレ☆プロレスに入団。
- 2024年3月31日、ガンバレ☆プロレスを退団。

## 得意技
雁之助クラッチ
フロッグスプラッシュ
シャープシューター
トラースキック

## タイトル歴
- ナイスガイガウン王座
- GWC認定タッグ王座
- GWC認定6人タッグ王座
- 航空公園パークタウン王座
- KO-Dタッグ王座
- KO-D6人タッグ王座
- アイアンマンヘビーメタル級王座
- インディペンデントワールド世界ジュニアヘビー級王座
- インターナショナルジュニアヘビー級タッグ王座

## エピソード
- 新日本プロレスのリングアナウンサーである尾崎仁彦、DDTプロレスリングの高梨将弘、プロレスライターの須山浩継の物真似が得意で特に須山のネタは余りにも本人と似すぎているため、ニコプロ民などから「2代目須山浩継」とまで呼ばれている。2015年12月28日、アイスリボン新木場1stRing大会に紫雷美央との実況を須山のネタで行っている。